# Two Worlds
Two Worlds – fabularna gra akcji stworzona przez polskie studio Reality Pump Studios i wydana przez SouthPeak Interactive na platformy Xbox 360 i Microsoft Windows w 2007 r. 9 listopada 2010 roku została wydana jej kontynuacja o nazwie Two Worlds II.
Two Worlds przenosi gracza do magicznego średniowiecza, które w tym przypadku nazywa się Antaloor. Gra opowiada o losach najemnika, którego siostra o imieniu Kira została porwana. Aby ją uwolnić, bohater musi znaleźć 5 części tajemniczego artefaktu, rozrzucone po krainie. Tym artefaktem jest klucz do tajemniczego grobowca Aziraala – boga orków.
Gra była wstępnie planowana jako kontynuacja gry Polanie i opisana w 2004 r. jako Polanie III.

## Stronnictwa
W świecie gry istnieje kilka grup, dla których gracz może pracować, zyskując reputację (w skali od 1 – jesteś nikim do 10 – jesteś legendą). Korzyści związane z wysoką reputacją to np. niższe ceny u kupców lub dostęp do zablokowanych miejsc czy zadań.
Lista organizacji:
- Zgromadzenie – grupa zrzeszająca magów
- Bractwo – grupa zrzeszająca wojowników
- Gildia Kupców – należą do niej kupcy; dzięki wzrostowi reputacji w tej grupie dostajemy zniżki u handlarzy na towary
- Giriza – organizacja przestępcza zrzeszająca złodziei i paserów; dzięki wzrostowi reputacji w tej grupie paserzy oferują wyższe ceny na sprzedawane przez bohatera towary
- Nekromanci – grupa zrzeszająca nekromantów
- Ród Skelden – ród panujący w Thalmoncie
- Klan Karga – rebelianci walczący przeciw rodzinie Skelden